# Turgenevskaja
Turgenevskaja (in russo Тургеневская?) è una stazione della Metropolitana di Mosca situata sulla Linea Kalužsko-Rižskaja. Prende il nome da Ivan Sergeevič Turgenev e fu progettata da Ivan Taranov, Yu.V. Vdovin e I.G. Petukhova; fu inaugurata il 31 dicembre 1971.
Turgenevskaja presenta semplici pilastri in marmo bianco che seguono la curvatura del tunnel della stazione e un soffitto composto da pannelli in plastica rinforzati. Lungo tutta la stazione, alla base del soffitto, corrono cornici in metallo. Le mura, ricoperte in marmo bianco e nero, sono decorate con pannelli di ottone, opera di Kh.M. Rysin e D.Ya. Bodniek.
L'ingresso della stazione è situato su Piazza Turgenevskaja.

## Interscambi
Da questa stazione è possibile effettuare il trasbordo a Čistiye Prudy, sulla Linea Sokol'ničeskaja e alla stazione Sretenskij Bul'var, sulla Linea Ljublinskaja.